# 斉藤節
斉藤 節（さいとう まこと、1930年（昭和5年）11月3日 - 2004年（平成16年）12月19日）は、日本の政治家・化学者。創価大学名誉教授。元衆議院議員（3期）。

## 人物
北海道出身。1953年（昭和28年）北海道学芸大学（現在の北海道教育大学）卒。北海道大学大学院理学研究科修士課程修了。1958年（昭和33年）同大学院理学研究科博士課程中退。高等学校理科教諭、東北大学教養部助教授、富山大学教養部教授、創価大学工学部教授を経て、1983年（昭和58年）に東京都第11区より公明党公認で出馬。第37回衆議院議員総選挙で初当選。以後連続3期。内閣委員会委員などを務めた。1993年（平成5年）第40回衆議院議員総選挙には出馬せず、引退した。1994年（平成6年）創価大学比較文化研究所教授。2002年、勲三等旭日中綬章を受章。2003年（平成15年）創価大学退職。同名誉教授。2004年12月19日、筋萎縮性側索硬化症のため死去。

## 著書・論文
- 『原子吸光分析法による水溶液中の微量鉛の定量 : Pb-DDTCキレートの組成と安定度定数およびオキシン-四塩化炭素抽出法による共存Cu^2+イオンの除去』（佐伯あゆみと共同執筆、富山大学教養部紀要　自然科学篇、1974年-1975年）
- 創立10周年記念論文集編集委員会編『創立10周年記念論文集』（執筆担当, 創価大学出版会, 1980年）